# Rolf Welberts
Rolf Welberts (* 1. Januar 1955 in Düsseldorf) ist ein deutscher Diplomat und war von 2018 bis 2019 Botschafter im Tschad.

## Leben
Nach dem Abitur absolvierte Welberts von 1974 bis 1979 ein Studium der Rechtswissenschaft an der Albert-Ludwigs-Universität Freiburg, Universität Genf, Universität London sowie der Eberhard Karls Universität Tübingen und legte 1979 das Erste Juristische Staatsexamen ab. Im Anschluss besuchte er erst die Flechter School of Law and Diplomacy, ehe er zwischen 1980 und 1981 ein postgraduales Studium der Rechtswissenschaften an der Law School der University of Michigan absolvierte, das er 1981 mit einem Master of Law (LL.M.) beendete. Danach war er für ein Jahr Summer Associate in der Anwaltskanzlei Alston, Miller & Gaines in Atlanta.

## Laufbahn
Nach seiner Rückkehr nach Deutschland besuchte er zwischen 1982 und 1984 den Vorbereitungsdienst für den höheren Auswärtigen Dienst und schloss diesen 1984 mit der Laufbahnprüfung ab. Nach einer darauf folgenden Verwendung im Auswärtigen Amt in Bonn war er von 1985 bis 1986 Mitarbeiter an der Ständigen Vertretung bei der OECD in Paris, ehe er anschließend eine Verwendung an der Botschaft in Südkorea fand.
Daraufhin war Welberts zwischen 1989 und 1992 Ständiger Vertreter des Botschafters in der Ukraine sowie danach wieder Mitarbeiter in der Zentrale des Auswärtigen Amtes. Nach Tätigkeiten in den Missionen der KSZE in Chișinău 1993 und in Tiflis von 1994 bis 1995 war er für kurze Zeit wieder im Auswärtigen Amt tätig, ehe er von 1995 bis 1998 Mitarbeiter an der Ständigen Vertretung bei den Vereinten Nationen in New York City wurde.
1998 kehrte er nach Deutschland zurück und war im Auswärtigen Amt als stellvertretender Referatsleiter tätig sowie danach von 1999 bis 2001 Mitarbeiter der neu eingerichteten UN Interim Administration Mission im Kosovo. Anschließend war er Leiter des Informationsbüros der NATO in Moskau und dann von 2004 bis 2007 im Auswärtigen Amt Referatsleiter, ehe er zwischen 2007 und 2010 Referatsleiter beim Internationalen Stab der NATO in Brüssel war. Danach war Welberts erst Mitarbeiter der Ständigen Vertretung bei der NATO in Brüssel sowie 2011 für einige Zeit Leiter der Außenstelle in Juba, der heutigen Hauptstadt des Südsudan. Seit September 2011 war Rolf Welberts als Nachfolger von Rainer Eberle, der wiederum Botschafter in Libyen wurde, Botschafter im Sudan. Am 14. September 2012, als die Deutsche Botschaft in Karthum von einer aufgewiegelten Menschenmenge gestürmt und in Brand gesetzt wurde, hielt sich Welberts nicht auf dem Gelände der Botschaft auf.
Danach war er ab September 2016 Sonderbotschafter für die Nilbeckenregion im Auswärtigen Amt in Berlin, bevor er 2018 als Botschafter in den Tschad wechselte. Dort wurde er 2019 von Jakob Haselhuber abgelöst.